# Клерон Макфадден
Клерон Макфадден (англ. Claron McFadden; нар. 1961, Нью-Йорк) — американська оперна і концертна співачка (сопрано).

## Біографія
Закінчила школу музики (1984). Широке визнання прийшло до неї після виконання головної ролі в опері Альбана Берга Лулу на Глайндборнському оперному фестивалі (диригент — Ендрю Девіс). Надалі співала на найбільших оперних сценах Європи — Нідерландська опера, Опера-Комік, Лондонська Королівська опера, Ла Монне/Де-Мюнт, Зальцбурзький фестиваль та ін.
Живе в Амстердамі.

## Репертуар
Крім музики бароко (Бах, Перселл, Рамо, Гендель) активно виконує класику ХХ століття (Вілла-Лобос, Бріттен, Пуленк, Шостакович) і твори сучасних композиторів (Бертуістл, Роберт Зюйдам, Дірк Броссе, Кріс Дефорт, Фабріціо Кассоль, Ніколас Ленс та ін).

## Визнання
Амстердамська мистецька премія (2007).